# Wahlkreis Pescara (Camera dei deputati)
Der Wahlkreis Pescara war von 1993 bis 2007 und ist seit 2017 wieder ein Wahlkreis (italienisch collegio elettorale) für die Wahl der Abgeordnetenkammer.

## Von 1993 bis 2005

### Wahlkreisgebiet
Der Wahlkreis umfasste die Gemeinde Pescara.

### Wahlergebnisse

#### Parlamentswahl 1994

##### Direktstimmen
| Kandidaten               | Kandidaten          | Parteien                   | Stimmen | %    |
| ------------------------ | ------------------- | -------------------------- | ------- | ---- |
|                          | Miriam Mafaigewählt | Progressisti               | 28.712  | 32,7 |
|                          | Nino Sospiri        | Alleanza Nazionale         | 22.283  | 25,4 |
|                          | Lucio Zazzara       | Forza Italia – CCD – UdC   | 20.529  | 23,4 |
|                          | Giovanni Di Biase   | Patto per l’Italia         | 14.790  | 16,8 |
|                          | Giovanni Lauro      | Abruzzo Liberal Socialista | 1.553   | 1,8  |
| Gesamt                   | Gesamt              | Gesamt                     | 87.867  | 100  |
|                          |                     |                            |         |      |
| Ungültige Stimmen        | Ungültige Stimmen   | Ungültige Stimmen          | 5.219   | 5,6  |
| Wähler                   | Wähler              | Wähler                     | 93.086  | 85,0 |
| Wahlberechtigte          | Wahlberechtigte     | Wahlberechtigte            | 109.490 |      |
|                          |                     |                            |         |      |
| Quelle: Innenministerium |                     |                            |         |      |

##### Listenstimmen
| Parteien                             | Parteien                        | Parteien                           | Stimmen | %    |
| ------------------------------------ | ------------------------------- | ---------------------------------- | ------- | ---- |
|                                      | Progressisti                    | Partito Democratico della Sinistra | 17.041  | 19,3 |
| Partito della Rifondazione Comunista | Progressisti                    | 5.097                              | 5,8     |      |
| Federazione dei Verdi                | Progressisti                    | 4.442                              | 5,0     |      |
| La Rete                              | Progressisti                    | 2.237                              | 2,5     |      |
| Partito Socialista Italiano          | Progressisti                    | 1.438                              | 1,6     |      |
| ↳ Gesamt                             | Progressisti                    | 30.255                             | 34,2    |      |
|                                      | Alleanza Nazionale              | Alleanza Nazionale                 | 19.972  | 22,6 |
|                                      | Forza Italia                    | Forza Italia                       | 17.938  | 20,3 |
|                                      | Patto per l’Italia              | Partito Popolare Italiano          | 10.341  | 11,7 |
|                                      | Lista Marco Pannella            | Lista Marco Pannella               | 9.469   | 10,7 |
|                                      | Socialdemocrazia per le Libertà | Socialdemocrazia per le Libertà    | 372     | 0,4  |
|                                      | Alleanza Municipalità           | Alleanza Municipalità              | 155     | 0,2  |
| Gesamt                               | Gesamt                          | Gesamt                             | 88.502  | 100  |
|                                      |                                 |                                    |         |      |
| Ungültige Stimmen                    | Ungültige Stimmen               | Ungültige Stimmen                  | 4.584   | 4,9  |
| Wähler                               | Wähler                          | Wähler                             | 93.086  | 85,0 |
| Wahlberechtigte                      | Wahlberechtigte                 | Wahlberechtigte                    | 109.490 |      |
|                                      |                                 |                                    |         |      |
| Quelle: Innenministerium             |                                 |                                    |         |      |

#### Parlamentswahl 1996

##### Direktstimmen
| Kandidaten               | Kandidaten          | Parteien                | Stimmen | %    |
| ------------------------ | ------------------- | ----------------------- | ------- | ---- |
|                          | Nino Sospirigewählt | Polo per le Libertà     | 40.276  | 47,9 |
|                          | Roberto Marzetti    | L’Ulivo                 | 37.795  | 44,9 |
|                          | Amalia Giammarino   | Fiamma Tricolore        | 3.210   | 3,8  |
|                          | Renato Cytron Muni  | Lista Pannella – Sgarbi | 2.888   | 3,4  |
| Gesamt                   | Gesamt              | Gesamt                  | 84.169  | 100  |
|                          |                     |                         |         |      |
| Ungültige Stimmen        | Ungültige Stimmen   | Ungültige Stimmen       | 5.782   | 6,4  |
| Wähler                   | Wähler              | Wähler                  | 89.951  | 82,2 |
| Wahlberechtigte          | Wahlberechtigte     | Wahlberechtigte         | 109.407 |      |
|                          |                     |                         |         |      |
| Quelle: Innenministerium |                     |                         |         |      |

##### Listenstimmen
| Parteien                                          | Parteien                             | Parteien                             | Stimmen | %    |
| ------------------------------------------------- | ------------------------------------ | ------------------------------------ | ------- | ---- |
|                                                   | Polo per le Libertà                  | Alleanza Nazionale                   | 22.490  | 26,4 |
| Forza Italia                                      | Polo per le Libertà                  | 16.639                               | 19,5    |      |
| CCD – CDU                                         | Polo per le Libertà                  | 3.533                                | 4,1     |      |
| ↳ Gesamt                                          | Polo per le Libertà                  | 42.662                               | 50,1    |      |
|                                                   | L’Ulivo                              | Partito Democratico della Sinistra   | 15.329  | 18,0 |
| Popolari per Prodi (PPI – SVP – PRI – UD – Prodi) | L’Ulivo                              | 5.897                                | 6,9     |      |
| Federazione dei Verdi                             | L’Ulivo                              | 4.742                                | 5,6     |      |
| Rinnovamento Italiano                             | L’Ulivo                              | 4.037                                | 4,7     |      |
| ↳ Gesamt                                          | L’Ulivo                              | 30.005                               | 35,2    |      |
|                                                   | Partito della Rifondazione Comunista | Partito della Rifondazione Comunista | 8.388   | 9,9  |
|                                                   | Lista Pannella – Sgarbi              | Lista Pannella – Sgarbi              | 2.899   | 3,4  |
|                                                   | Fiamma Tricolore                     | Fiamma Tricolore                     | 1.179   | 1,4  |
| Gesamt                                            | Gesamt                               | Gesamt                               | 85.133  | 100  |
|                                                   |                                      |                                      |         |      |
| Ungültige Stimmen                                 | Ungültige Stimmen                    | Ungültige Stimmen                    | 4.817   | 5,4  |
| Wähler                                            | Wähler                               | Wähler                               | 89.950  | 82,2 |
| Wahlberechtigte                                   | Wahlberechtigte                      | Wahlberechtigte                      | 109.407 |      |
|                                                   |                                      |                                      |         |      |
| Quelle: Innenministerium                          |                                      |                                      |         |      |

#### Parlamentswahl 2001

##### Direktstimmen
| Kandidaten               | Kandidaten             | Parteien           | Stimmen | %    |
| ------------------------ | ---------------------- | ------------------ | ------- | ---- |
|                          | Nino Sospirigewählt    | Casa delle Libertà | 38.870  | 46,4 |
|                          | Armando Mancini        | L’Ulivo            | 35.253  | 42,0 |
|                          | Donato Manni           | Lista Di Pietro    | 3.749   | 4,5  |
|                          | Agostino Di Bartolomeo | Democrazia Europea | 2.758   | 3,3  |
|                          | Carmelo Patricelli     | Lista Emma Bonino  | 1.736   | 2,1  |
|                          | Antonio Torrieri       | Fronte Nazionale   | 1.479   | 1,8  |
| Gesamt                   | Gesamt                 | Gesamt             | 83.845  | 100  |
|                          |                        |                    |         |      |
| Ungültige Stimmen        | Ungültige Stimmen      | Ungültige Stimmen  | 3.798   | 4,3  |
| Wähler                   | Wähler                 | Wähler             | 87.643  | 81,3 |
| Wahlberechtigte          | Wahlberechtigte        | Wahlberechtigte    | 107.790 |      |
|                          |                        |                    |         |      |
| Quelle: Innenministerium |                        |                    |         |      |

##### Listenstimmen
| Parteien                               | Parteien                             | Parteien                             | Stimmen | %    |
| -------------------------------------- | ------------------------------------ | ------------------------------------ | ------- | ---- |
|                                        | Casa delle Libertà                   | Forza Italia                         | 21.493  | 25,8 |
| Alleanza Nazionale                     | Casa delle Libertà                   | 17.697                               | 21,2    |      |
| CCD – CDU                              | Casa delle Libertà                   | 2.609                                | 3,1     |      |
| Nuovo PSI                              | Casa delle Libertà                   | 857                                  | 1,0     |      |
| ↳ Gesamt                               | Casa delle Libertà                   | 42.656                               | 51,2    |      |
|                                        | L’Ulivo                              | Democratici di Sinistra              | 13.650  | 16,4 |
| La Margherita (Dem – PPI – RI – Udeur) | L’Ulivo                              | 10.147                               | 12,2    |      |
| Partito dei Comunisti Italiani         | L’Ulivo                              | 1.662                                | 2,0     |      |
| Il Girasole (FdV – SDI)                | L’Ulivo                              | 1.654                                | 2,0     |      |
| ↳ Gesamt                               | L’Ulivo                              | 27.113                               | 32,5    |      |
|                                        | Lista Di Pietro                      | Lista Di Pietro                      | 5.296   | 6,4  |
|                                        | Partito della Rifondazione Comunista | Partito della Rifondazione Comunista | 4.047   | 4,9  |
|                                        | Lista Emma Bonino                    | Lista Emma Bonino                    | 1.836   | 2,2  |
|                                        | Democrazia Europea                   | Democrazia Europea                   | 1.337   | 1,6  |
|                                        | Fronte Nazionale                     | Fronte Nazionale                     | 933     | 1,1  |
|                                        | Abolizione Scorporo                  | Abolizione Scorporo                  | 74      | 0,1  |
|                                        | Paese Nuovo                          | Paese Nuovo                          | 65      | 0,1  |
| Gesamt                                 | Gesamt                               | Gesamt                               | 83.357  | 100  |
|                                        |                                      |                                      |         |      |
| Ungültige Stimmen                      | Ungültige Stimmen                    | Ungültige Stimmen                    | 4.292   | 4,9  |
| Wähler                                 | Wähler                               | Wähler                               | 87.649  | 81,3 |
| Wahlberechtigte                        | Wahlberechtigte                      | Wahlberechtigte                      | 107.790 |      |
|                                        |                                      |                                      |         |      |
| Quelle: Innenministerium               |                                      |                                      |         |      |

## Von 2017 bis 2020

### Wahlkreisgebiet
Der Wahlkreis umfasste Gemeinden: 

### Wahlergebnisse

#### Parlamentswahl 2018
| Kandidaten               | Kandidaten             | Stimmen | %    | Listen                         | Stimmen | %    |
| ------------------------ | ---------------------- | ------- | ---- | ------------------------------ | ------- | ---- |
|                          | Andrea Collettigewählt | 67.001  | 41,3 | Movimento 5 Stelle             | 67.001  | 41,3 |
|                          | Guerino Testa          | 55.323  | 34,1 | Forza Italia                   | 23.144  | 14,3 |
| Lega                     | Guerino Testa          | 55.323  | 34,1 | 22.235                         | 13,7    |      |
| Fratelli d’Italia        | Guerino Testa          | 55.323  | 34,1 | 8.653                          | 5,3     |      |
| Noi con l’Italia – UDC   | Guerino Testa          | 55.323  | 34,1 | 1.291                          | 0,8     |      |
|                          | Antonella Allegrino    | 27.796  | 17,1 | Partito Democratico            | 22.542  | 13,9 |
| +Europa                  | Antonella Allegrino    | 27.796  | 17,1 | 3.067                          | 1,9     |      |
| Civica Popolare          | Antonella Allegrino    | 27.796  | 17,1 | 1.588                          | 1,0     |      |
| Italia Europa Insieme    | Antonella Allegrino    | 27.796  | 17,1 | 599                            | 0,4     |      |
|                          | Ivano Martelli         | 4.437   | 2,7  | Liberi e Uguali                | 4.437   | 2,7  |
|                          | Franca Gallerati       | 2.561   | 1,6  | Potere al Popolo!              | 2.561   | 1,6  |
|                          | Laura Cavaliero        | 1.504   | 0,9  | CasaPound Italia               | 1.504   | 0,9  |
|                          | Giovanni Marcotullio   | 1.436   | 0,9  | Il Popolo della Famiglia       | 1.436   | 0,9  |
|                          | Lorenzo Pace           | 920     | 0,6  | Partito Comunista              | 920     | 0,6  |
|                          | Beatrice D’Ercole      | 646     | 0,4  | Italia agli Italiani (FT – FN) | 646     | 0,4  |
|                          | Fabio Pietro Blasioli  | 376     | 0,2  | 10 Volte Meglio                | 376     | 0,2  |
|                          | Paola Salis            | 305     | 0,2  | Partito Valore Umano           | 305     | 0,2  |
| Gesamt                   | Gesamt                 | 162.305 | 100  |                                | 162.305 | 100  |
|                          |                        |         |      |                                |         |      |
| Ungültige Stimmen        | Ungültige Stimmen      | 4.878   | 2,9  |                                |         |      |
| Wähler                   | Wähler                 | 167.183 | 75,5 |                                |         |      |
| Wahlberechtigte          | Wahlberechtigte        | 221.440 |      |                                |         |      |
|                          |                        |         |      |                                |         |      |
| Quelle: Innenministerium |                        |         |      |                                |         |      |

## Seit 2020

### Wahlkreisgebiet
| Wahlkreise – Camera dei deputati – Abruzzen | Wahlkreise – Camera dei deputati – Abruzzen | Wahlkreise – Camera dei deputati – Abruzzen    |
| Provinz                                     | Provinz                                     | Gemeinden nach Provinzen ⮞ Wahlkreis           |
| ------------------------------------------- | ------------------------------------------- | ---------------------------------------------- |
|                                             | Provinz Chieti (104 Gemeinden)              | alle ⮞ Wahlkreis Chieti                        |
|                                             | Provinz L’Aquila (108 Gemeinden)            | alle ⮞ Wahlkreis L’Aquila                      |
|                                             | Provinz Pescara (46 Gemeinden)              | alle ⮞ Wahlkreis Pescara                       |
|                                             | Provinz Teramo (47 Gemeinden)               | 25 ⮞ Wahlkreis L’Aquila 22 ⮞ Wahlkreis Pescara |

Der Wahlkreis umfasst 68 Gemeinden:
- alle 46 Gemeinden der Provinz Pescara;
- 22 Gemeinden der Provinz Teramo (Alba Adriatica, Arsita, Atri, Bisenti, Castiglione Messer Raimondo, Castilenti, Colonnella, Controguerra, Corropoli, Giulianova, Martinsicuro, Montefino, Morro d’Oro, Mosciano Sant’Angelo, Nereto, Notaresco, Pineto, Roseto degli Abruzzi, Sant’Omero, Silvi, Torano Nuovo und Tortoreto).

### Wahlergebnisse

#### Parlamentswahl 2022
| Kandidaten                          | Kandidaten           | Stimmen | %    | Listen                                                  | Stimmen | %    |
| ----------------------------------- | -------------------- | ------- | ---- | ------------------------------------------------------- | ------- | ---- |
|                                     | Guerino Testagewählt | 110.633 | 45,9 | Fratelli d’Italia                                       | 63.591  | 26,4 |
| Forza Italia                        | Guerino Testagewählt | 110.633 | 45,9 | 26.719                                                  | 11,1    |      |
| Lega per Salvini Premier            | Guerino Testagewählt | 110.633 | 45,9 | 19.279                                                  | 8,0     |      |
| Noi Moderati                        | Guerino Testagewählt | 110.633 | 45,9 | 1.044                                                   | 0,4     |      |
|                                     | Luciano Di Lorito    | 54.602  | 22,7 | Partito Democratico – Italia Democratica e Progressista | 41.183  | 17,1 |
| Alleanza Verdi e Sinistra           | Luciano Di Lorito    | 54.602  | 22,7 | 6.979                                                   | 2,9     |      |
| +Europa                             | Luciano Di Lorito    | 54.602  | 22,7 | 4.876                                                   | 2,0     |      |
| Impegno Civico – Centro Democratico | Luciano Di Lorito    | 54.602  | 22,7 | 1.564                                                   | 0,6     |      |
|                                     | Daniele Caruso       | 45.304  | 18,8 | Movimento 5 Stelle                                      | 45.304  | 18,8 |
|                                     | Roberto Quercia      | 15.860  | 6,6  | Azione – Italia Viva                                    | 15.860  | 6,6  |
|                                     | Emanuele Mancinelli  | 4.824   | 2,0  | Unione Popolare                                         | 4.824   | 2,0  |
|                                     | Giustino D’Uva       | 4.720   | 2,0  | Italexit per l’Italia                                   | 4.720   | 2,0  |
|                                     | Lorenzo D’Onofrio    | 2.570   | 1,1  | Italia Sovrana e Popolare                               | 2.570   | 1,1  |
|                                     | Anna Rita Iannetti   | 1.430   | 0,6  | Vita                                                    | 1.430   | 0,6  |
|                                     | Clementino Crosta    | 755     | 0,3  | Alternativa per l’Italia (PdF – Exit)                   | 755     | 0,3  |
|                                     | Rossella Sorce       | 256     | 0,1  | Sud chiama Nord                                         | 256     | 0,1  |
| Gesamt                              | Gesamt               | 240.954 | 100  |                                                         | 240.954 | 100  |
|                                     |                      |         |      |                                                         |         |      |
| Ungültige Stimmen                   | Ungültige Stimmen    | 11.857  | 4,7  |                                                         |         |      |
| Wähler                              | Wähler               | 252.811 | 64,1 |                                                         |         |      |
| Wahlberechtigte                     | Wahlberechtigte      | 394.220 |      |                                                         |         |      |
|                                     |                      |         |      |                                                         |         |      |
| Quelle: Innenministerium            |                      |         |      |                                                         |         |      |